# Bucky Baxter
William „Bucky“ Baxter (* 1955 in Melbourne, Florida; † 25. Mai 2020 in Sanibel, Florida ) war ein US-amerikanischer Multiinstrumentalist aus New Jersey.

## Werdegang
Er arbeitete bei Alben von Bob Dylan, Ryan Adams, Steve Earle, R.E.M. und Joe Henry als Musiker an unterschiedlichen Instrumenten mit.
Im Studio oder bei Live-Auftritten hat Baxter Steelgitarre, Akustik-Gitarre, E-Gitarre, Mandoline, Dobro und Orgel sowie weitere Instrumente gespielt. Baxter spielte Pedal-Steel-Gitarre in Bob Dylans Band auf dessen „Never ending Tour“ zwischen 1992 und 1999 und spielte 1995 Dobro-, Pedal-Steel- und Steelgitarre bei Dylans Auftritten für das Album MTV Unplugged, sowie Pedal-Steel-Gitarre auf Dylans 1997 erschienenen Grammy-ausgezeichnetem Album Time Out of Mind.
Baxter selbst veröffentlichte 1999 sein Solo-Album Most Likely, No Problem.
Baxter war auch einer der drei Mitbegründer von Moontoast, einer sozialen Rich-Media-Werbeplattform.
Er lebte in Nashville, Tennessee.  Am 25. Mai 2020 ist er nach einem Schlaganfall gestorben.

## Diskografie
| Jahr | Künstler        | Titel                           | Instrument                                                    |
| ---- | --------------- | ------------------------------- | ------------------------------------------------------------- |
| 1986 | Steve Earle     | Guitar Town                     | Pedal-Steel-Gitarre                                           |
| 1987 | Steve Earle     | Exit 0                          | Steelgitarre, Gesang                                          |
| 1988 | Steve Earle     | Copperhead Road                 | Pedal-Steel-, Lap-Steel- und Dobro-Gitarre                    |
| 1988 | R.E.M.          | Green                           | Pedal-Steel-Gitarre                                           |
| 1990 | Steve Earle     | The Hard Way                    | Mullins Pedal-Steel-Gitarre                                   |
| 1991 | Steve Earle     | Shut Up and Die Like an Aviator | Steelgitarre, E- und Akustische Gitarre, 6-Saiten-Bassgitarre |
| 1995 | Bob Dylan       | MTV Unplugged                   | Dobro-, Pedal-Steel- und Steelgitarre                         |
| 1996 | Joe Henry       | Trampoline                      |                                                               |
| 1997 | Bob Dylan       | Time Out of Mind                | Akustische und Pedal-Steel-Gitarre                            |
| 1999 | Bucky Baxter    | Most Likely, No Problem         |                                                               |
| 1999 | Country Mike    | Country Mike's Greatest Hits    | Pedal-Steel-Gitarre, Fiedel                                   |
| 2001 | Ryan Adams      | The Suicide Handbook            | Akustische Gitarre                                            |
| 2001 | Ryan Adams      | Gold                            | Steelgitarre                                                  |
| 2002 | Ryan Adams      | Demolition                      | Pedal-Steel- und Akustische Gitarre, Backgroundgesang         |
| 2005 | Willy Clay Band | Rebecca Drive                   | Pedal-Steelgitarre                                            |